# Heterobraueria karoli
Heterobraueria karoli är en mångfotingart som beskrevs av Karl Wilhelm Verhoeff 1897. Heterobraueria karoli ingår i släktet Heterobraueria och familjen Mastigophorophyllidae. Inga underarter finns listade i Catalogue of Life.